# Denitrificatie

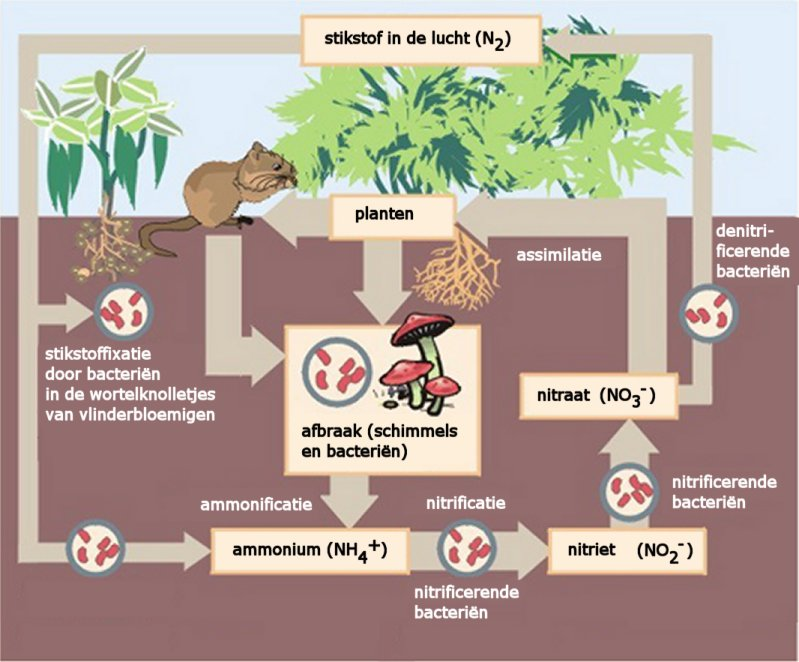
Stikstofkringloop

Denitrificatie is een belangrijk proces in de stikstofkringloop waarbij bacteriën nitraat omzetten in stikstofgas. Hierdoor kan deze vorm van stikstof niet langer door planten gebruikt worden. Denitrificatie is de algemene term voor omzetting van nitraat naar N2 (stikstof), Nitraat wordt gevormd door de oxidatie van stikstof, dit proces heet nitrificatie (ammonium → nitraat). Ammonificatie gaat hieraan vooraf, ureum (door middel van urobacteriën) en dood organisch materiaal worden omgezet in ammoniak, en daarna in ammonium.

## Voorkomen
De denitrificatie gebeurt door denitrificeerders: bepaalde heterotrofe en enkele autotrofe bacteriën. Deze bacteriën gebruiken het nitraat als elektronenacceptor (oxidator). Dit vindt alleen plaats wanneer geen of weinig zuurstofgas aanwezig is, onder anoxische (zonder zuurstofgas) of hypoxische (laag zuurstofgehalte) omstandigheden. Hierdoor komt in de mitochondriën energie vrij voor de stofwisseling (oxidatieve fosforylering).
In de natuur vindt dit proces overal plaats waar nitraat en door denitrificeerders oxideerbare organische of anorganische stoffen onder anoxische of hypoxische omstandigheden beschikbaar zijn (bijvoorbeeld in moerassen, bodem, riviersedimenten en meren). Door bepaalde bacteriën kan zowel waterstof (H2), zwavel (S), zwavelwaterstof (H2S), ammonium (NH4+) als ijzer(II)ionen (Fe2+) met nitraat (NO3−) onder vorming van stikstof (N2) geoxideerd worden.
Voorbeelden van denitrificerende bacteriën zijn:
- Paracoccus denitrificans (autotroof, oxidatie van H2),
- Thiobacillus denitrificans (autotroof, oxidatie van H2S, oxidatie van S)
- Pseudomonas stutzeri (heterotroof, oxidatie van organische verbindingen),

Bij de prokaryoten komen veel soorten voor die kunnen denitrificeren, vooral bij de alpha-, beta- en gammaklasse van de proteobacteriën.

## Denitrificatiestappen
De denitrificatie gebeurt in enkele stappen:
nitraat (NO3−) → nitriet (NO2−) → stikstofmonoxide (NO) → distikstofmonoxide (N2O) → stikstof (N2)
De brutovergelijking is:
2 NO3− + 10e− + 2 H+ + 10 {H} → N2 + 6 H2O
Hierin staat {H} voor reductie-equivalenten, die uit de oxidatie van organische of anorganische stoffen afkomstig zijn. Bij de denitrificatie komt naast N2 altijd nog een kleine hoeveelheid N2O als tussenstof vrij. Bij denitrificatie wordt zuur (H+) verbruikt, waardoor de zuurgraad (pH) stijgt.
Bij autotrofe denitrificatie waarbij bijvoorbeeld zwavel wordt gebruikt als reductor wordt H+ geproduceerd, waarbij de zuurgraad (pH) daalt.
2 H2O + 5 S + 6 NO3- → 3 N2 + 5 SO42- + 4 H+

## Toepassing
Denitrificatie wordt in rioolwaterzuiveringsinstallaties gebruikt voor het verwijderen van nitraat.
De biologische omzetting van nitraat in N2 kan ook voor de verwijdering van nitraat in drinkwater gebruikt worden. Als substraat wordt daarbij bijvoorbeeld alcohol en soms waterstof gebruikt.